# Rue de Rome (Marseille)
Pour les articles homonymes, voir Rue de Rome.
La rue de Rome est une voie de la ville de Marseille.

## Situation et accès
Cette rue est située dans les 1er et 6e arrondissement de Marseille. Elle prolonge en ligne droite la rue d’Aix, les cours Belsunce et Saint-Louis jusqu’à la place Castellane. Longue de 1,2 km, elle est l'une des artères principales du centre de ville. 
Elle est desservie par les lignes  et  du métro à la station Castellane. 
Depuis 2015, le  passe par la rue de Rome pour rejoindre la place Castellane à partir de la Canebière.

## Historique
Avant l’agrandissement de la ville au XVIIe siècle réalisé sur ordre de Louis XIV par Nicolas Arnoul, le chemin de Rome partait de la porte Réale située approximativement au carrefour du cours Belsunce et de La Canebière et empruntait une voie où se trouve actuellement la rue de la Palud et la rue d’Italie. Avec l’agrandissement une nouvelle voie est tracée dans le prolongement des cours Belsunce et Saint-Louis pour aboutir à la porte de Rome des nouveaux remparts, située à l’emplacement de l’actuelle place de Rome. Cette rue est à nouveau prolongée en 1774 jusqu’à la place Castellane, les propriétaires riverains cédant gratuitement les terrains car cette réalisation donnait une forte plus-value à leurs biens. Cette nouvelle partie prend le nom de Grand chemin de Rome puis rue de Rome prolongée.
En 2015, l'ouverture d'une nouvelle ligne de tramway traversant la rue de Rome dans son intégralité a permis une requalification totale de la rue. Apaisée et agréable à vivre grâce à des trottoirs élargis, la plantation d'arbres et la réduction des nuisances automobiles, la rue a retrouvé son lustre d'antan.

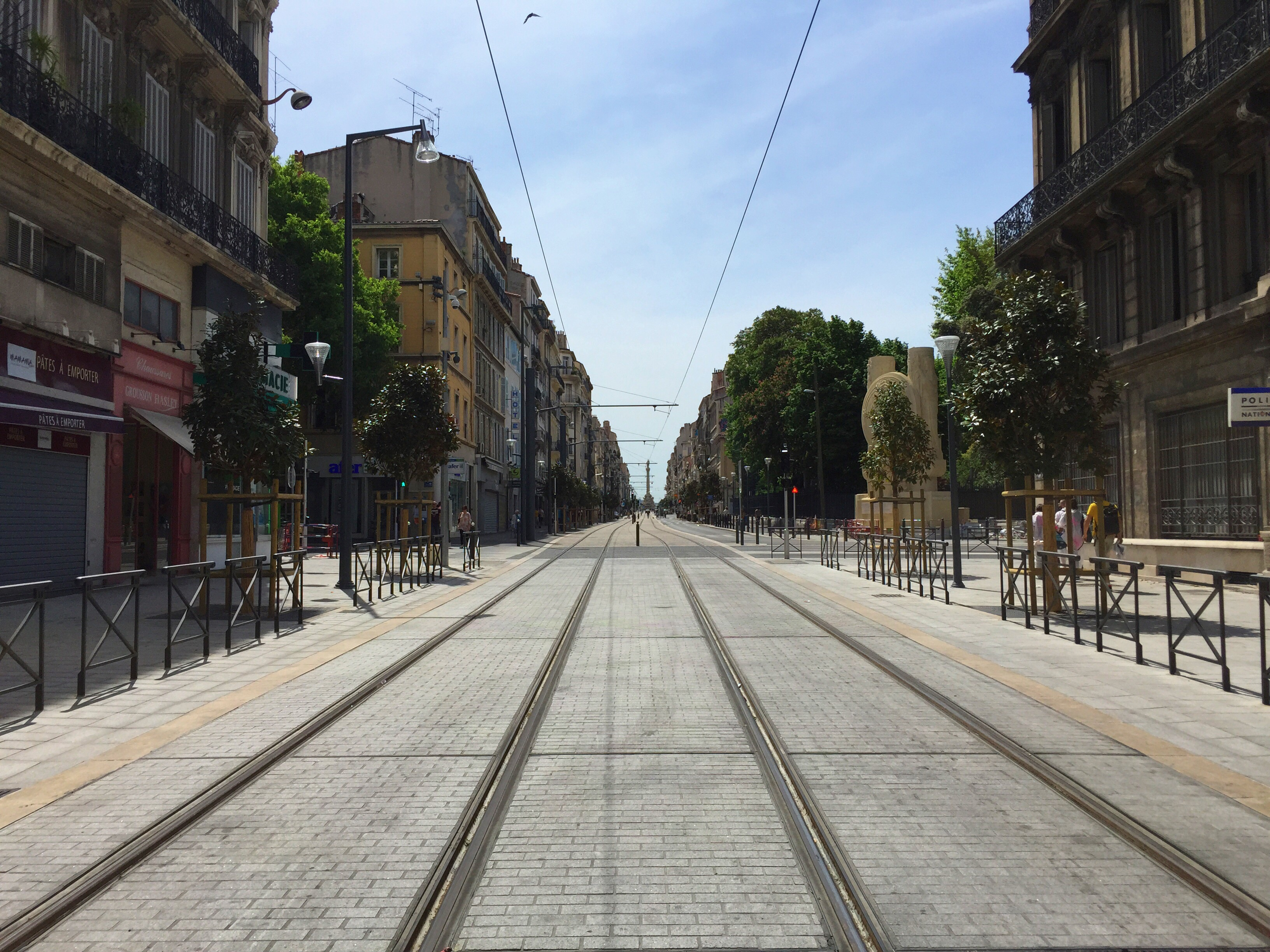
Réhabilitation de la rue en 2015

## Bâtiments remarquables et lieux de mémoire
- Au n° 25, à l’angle avec la rue de la Palud, se trouve une maison à pan coupé construite par le sculpteur Pierre Puget. Devant cette maison se trouvait une fontaine construite en 1685 à la demande du premier échevin François Borély estimant « qu’il était absolument nécessaire de faire une fontaine à la rue de Rome pour l’usage des habitants du quartier et aussi pour abreuver le bétail. »[1]. Cette fontaine est  remplacée en 1801 par une colonne surmontée du buste de Pierre Puget réalisé par Dantoine.
- Au n° 32, a vécu Pascal Coste, architecte marseillais membre de l'Académie de Marseille, dans les années 1840[2].
- Au n° 36 dans la cour encadrement de porte Louis XV, de l’ancienne bastide où naquit la romancière Thyde Monnier.
- Au n° 67 : domicile du docteur Marcel Recordier où Jean Moulin, avant un voyage à Londres, rencontra pour la première fois, en juillet 1941, Henri Frenay, dirigeant du mouvement Combat[3].
- Au n° 70 : emplacement où se trouvait la maison de François Clary, père de treize enfants dont Julie Clary et Désirée Clary.
- Au n° 106 : le sculpteur italien Luigi Persico est mort dans cette maison le 14 mai 1860.
- Au carrefour entre la rue de Rome et le boulevard Paul-Peytral : Le Monument commémoratif au roi Alexandre Ier de Yougoslavie et à Louis Barthou, commémorant l'assassinat à Marseille le 9 octobre 1934 du roi Alexandre 1er de Yougoslavie et de Louis Barthou ministre des affaires étrangères. Monument réalisé par l'architecte Gaston Castel et les sculpteurs Louis Botinelly, Elie-Jean Vézien et Antoine Sartorio. Monument de la Paix

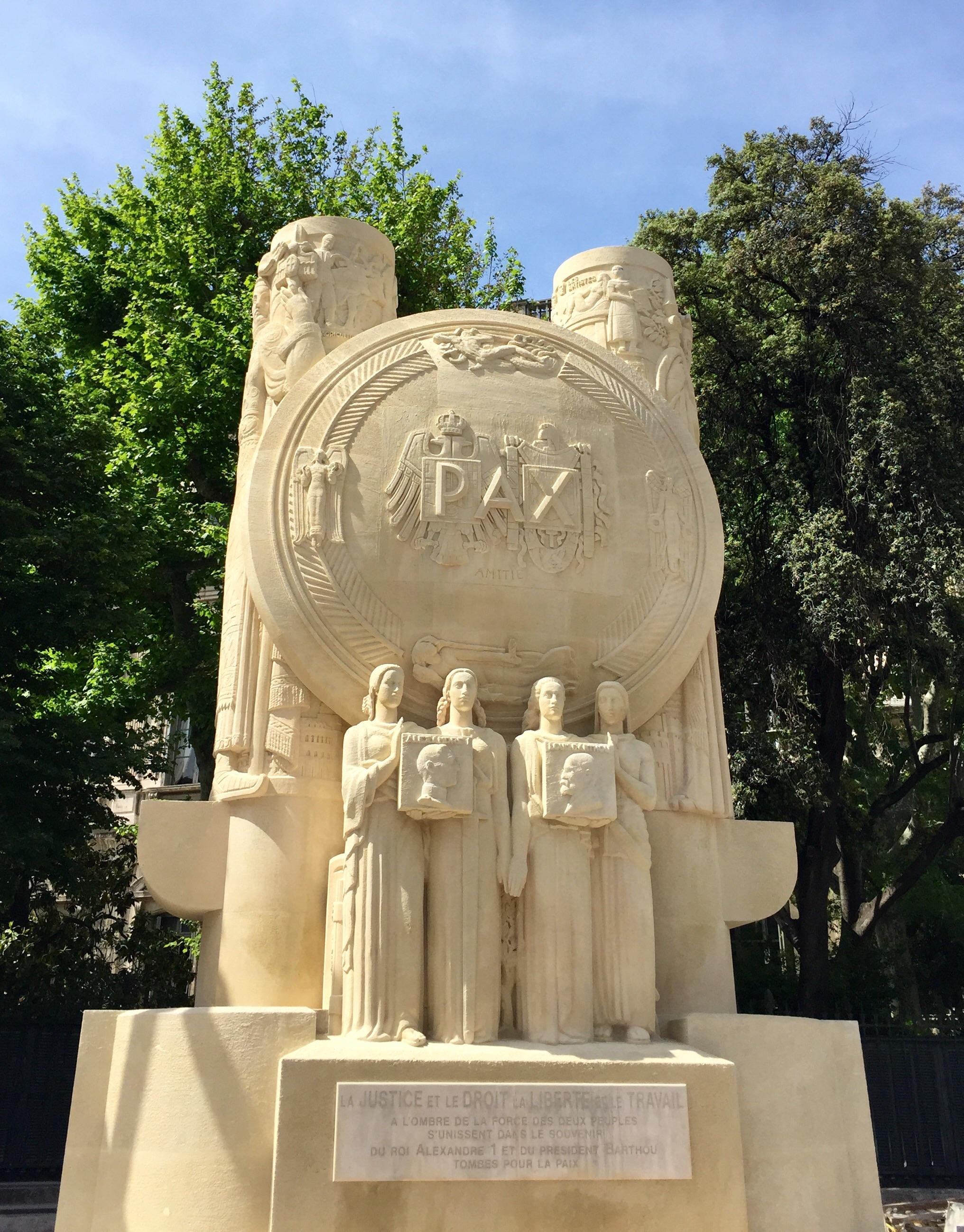
Monument de la Paix

- L'Hôtel de préfecture des Bouches-du-Rhône construit en 1862 est inscrit au Monument historique.
- La Préfecture de Police